# Giglovce
Giglovce é um município da Eslováquia, situado no distrito de Vranov nad Topľou, na região de Prešov. Tem 4,03 km² de área e sua população em 2018 foi estimada em 139 habitantes.

## Demografia
| Ano:        | 1994 | 2004    | 2014    | 2024    |
| ----------- | ---- | ------- | ------- | ------- |
| Broj ljudi: | 189  | 170     | 145     | 130     |
| Razlika:    |      | -10,05% | -14,70% | -10,34% |

| Ano:               | 2023 | 2024   |
| ------------------ | ---- | ------ |
| Número de pessoas: | 134  | 130    |
| Diferença:         |      | -2,98% |